# Alba-la-Romaine
Pour les articles homonymes, voir Alba.
Alba-la-Romaine est une commune française, située dans le département de l'Ardèche en région Auvergne-Rhône-Alpes.
Son origine remonte à l'Antiquité, dont elle a gardé des vestiges que l'on peut découvrir aujourd'hui sur le site archéologique du village.

## Géographie

### Situation et description
Située dans la partie méridionale du territoire de l'Ardèche, au sein de la communauté de communes Ardèche Rhône Coiron, entre Aubenas et Montélimar, la commune, à l'aspect fortement rural, abrite des vestiges de la ville romaine ainsi qu'un petit bourg médiéval.

### Communes limitrophes

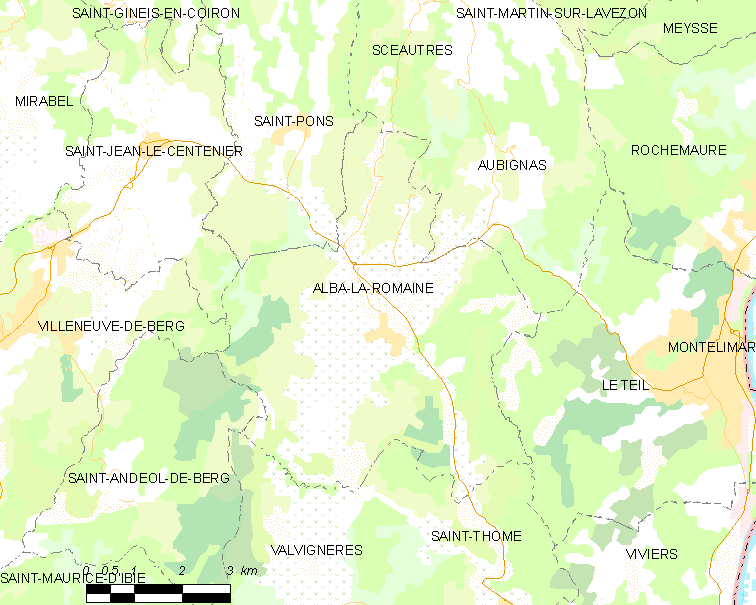
Carte de la commune.

### Climat
Pour des articles plus généraux, voir Climat d'Auvergne-Rhône-Alpes et Climat de l'Ardèche.
En 2010, le climat de la commune est de type climat méditerranéen franc, selon une étude du CNRS s'appuyant sur une série de données couvrant la période 1971-2000. En 2020, Météo-France publie une typologie des climats de la France métropolitaine dans laquelle la commune est exposée à un climat méditerranéen et est dans la région climatique Provence, Languedoc-Roussillon, caractérisée par une pluviométrie faible en été, un très bon ensoleillement (2 600 h/an), un été chaud (21,5 °C), un air très sec en été, sec en toutes saisons, des vents forts (fréquence de 40 à 50 % de vents > 5 m/s) et peu de brouillards.
Pour la période 1971-2000, la température annuelle moyenne est de 12,9 °C, avec une amplitude thermique annuelle de 17,7 °C. Le cumul annuel moyen de précipitations est de 1 002 mm, avec 6,8 jours de précipitations en janvier et 4,3 jours en juillet. Pour la période 1991-2020, la température moyenne annuelle observée sur la station météorologique installée sur la commune est de 13,6 °C et le cumul annuel moyen de précipitations est de 1 043,8 mm,. Pour l'avenir, les paramètres climatiques de la commune estimés pour 2050 selon différents scénarios d'émission de gaz à effet de serre sont consultables sur un site dédié publié par Météo-France en novembre 2022.
| Mois                                  | jan.             | fév.             | mars            | avril         | mai             | juin           | jui.           | août           | sep.          | oct.          | nov.            | déc.          | année      |
| ------------------------------------- | ---------------- | ---------------- | --------------- | ------------- | --------------- | -------------- | -------------- | -------------- | ------------- | ------------- | --------------- | ------------- | ---------- |
| Température minimale moyenne (°C)     | 1,2              | 1,3              | 4               | 6,6           | 10,4            | 14,1           | 16,3           | 15,9           | 12,5          | 9,2           | 4,8             | 1,9           | 8,2        |
| Température moyenne (°C)              | 5,1              | 6                | 9,6             | 12,6          | 16,6            | 20,7           | 23,2           | 22,9           | 18,5          | 14            | 8,8             | 5,6           | 13,6       |
| Température maximale moyenne (°C)     | 9                | 10,7             | 15,3            | 18,6          | 22,9            | 27,2           | 30,1           | 29,8           | 24,5          | 18,8          | 12,7            | 9,3           | 19,1       |
| Record de froid (°C) date du record   | −14,1 07.01.1985 | −10,5 10.02.1986 | −11 02.03.05    | −2,8 08.04.21 | −0,5 06.05.1982 | 4,4 04.06.1984 | 7,4 12.07.1993 | 6,5 30.08.1986 | 3 30.09.1995  | −3 26.10.03   | −8,9 23.11.1998 | −8,5 20.12.07 | −14,1 1985 |
| Record de chaleur (°C) date du record | 19,5 31.01.20    | 23 23.02.20      | 26,8 25.03.1994 | 30,6 21.04.18 | 34,5 22.05.22   | 40,7 27.06.19  | 39,6 24.07.19  | 41,6 13.08.03  | 34,9 03.09.05 | 30,1 09.10.23 | 23,6 07.11.13   | 20,2 31.12.21 | 41,6 2003  |
| Précipitations (mm)                   | 82,9             | 49,9             | 59,5            | 81,7          | 92,3            | 58,2           | 55,7           | 59,6           | 130,2         | 146,3         | 151,8           | 75,7          | 1 043,8    |

### Hydrographie

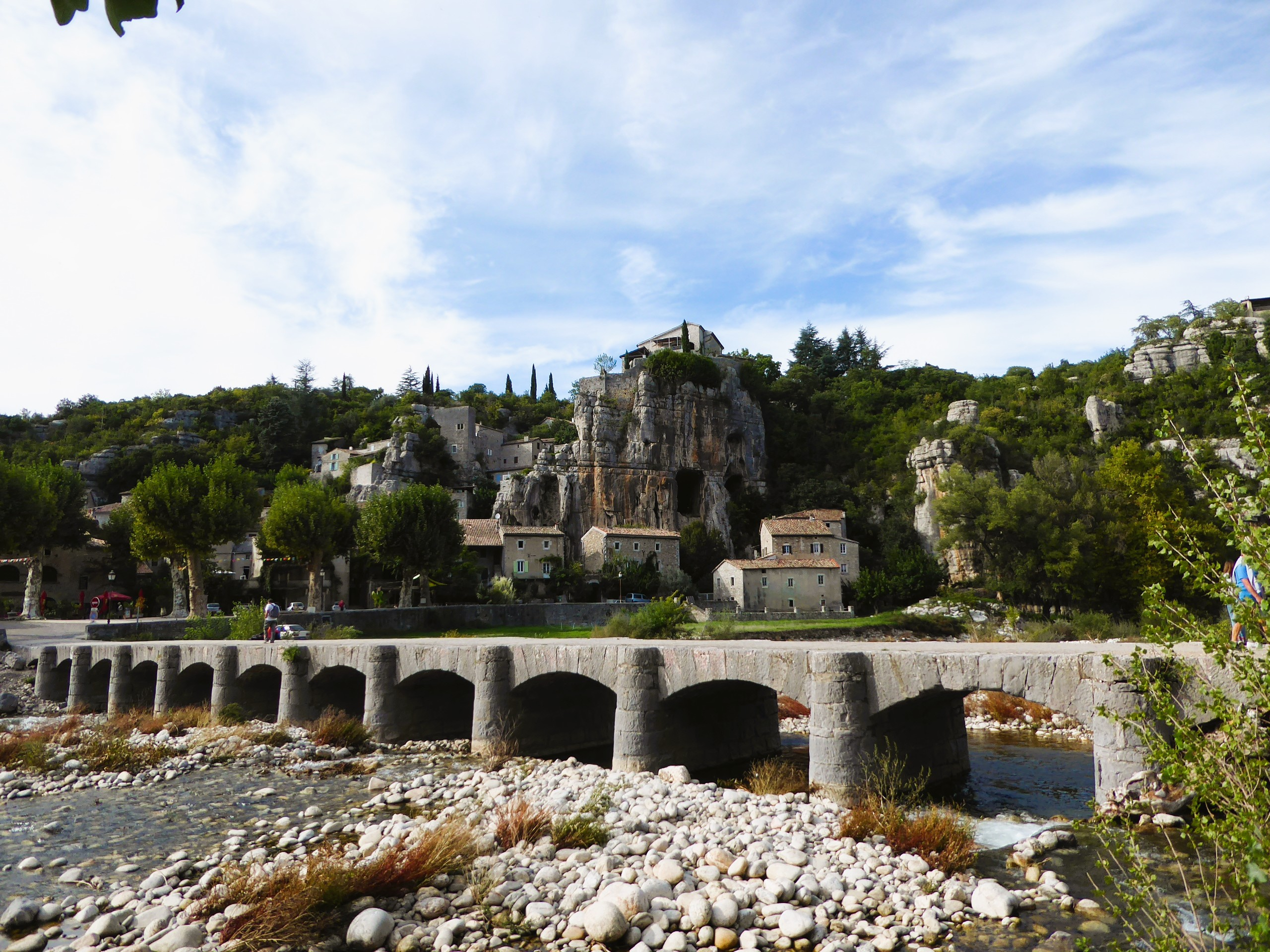
Pont submersible sur l'Escoutay.

La ville est traversée par l'Escoutay, une petite rivière qui rejoint la rive droite du Rhône à Viviers.

### Voies de communication
Le territoire communal est situé à la jonction de la route nationale 102 (RN 102) qui relie l'autoroute A75 à la RN 7 et l'A7, à Montélimar, et de l'ancien tracé de la RN 102 devenu RD 107 la reliant à Viviers.

### Lieux-dits, hameaux et écarts

#### La Roche
Au sud-est d'Alba, le hameau de La Roche est un bourg médiéval construit autour du neck basaltique d’origine volcanique, le Roc Saint Jean, qui surplombe la rivière l'Escoutay. En 1240 le seigneur d'Aps devient co-seigneur de la Roche. La localité est distincte et indépendante d'Aps jusqu'à la Révolution et compte une quarantaine de maisons.
Fortifiée à la même époque qu'Aps, La Roche comportait sept tours et trois portes dont une partie est conservée. Au nord subsiste le portail de la Trappe  conduisant à la rivière et au sud-est la tour et la porte de Bressac.
La maison commune ou consulaire, mentionnée depuis le XVIe siècle et située dans la rue du Four qui abritait le four banal au XVIIe siècle a été conservée.
Le château fort élevé au pied de du piton basaltique n'est plus visible mais l'alignement des façades le long du Barry suit le tracé de l'enceinte médiévale.
Dépendants jusque là du prieuré de Saint Martin, le hameau se dote en 1675 d'une chapelle de plan simple, à une nef et une travée. La cloche, bénie en 1692, est déplacée à la Révolution à l’église Saint Laurent de Viviers. 
En 1970, la chapelle de La Roche est restaurée. En vue de la création éventuelle d'un musée archéologique, une mosaïque aux motifs géométriques noirs sur fond blanc, datée entre le Ier et le IIIe siècle, découverte en 1967 dans une maison d'Alba, est placée et scellée dans le sol de la chapelle.
Dans les années 1950, répondant à l'appel de 1949 d'André L'Hôte, une colonie d'artistes restaure le hameau.
De 1993 à 2007, le club de jazz Cavajazz donne des concerts dans des caves du village.
Depuis 2009, le Festival de cirque d'Alba y construit chaque année une scène éphémère, le « Théâtre de la Roche ».

## Urbanisme

### Typologie
Au 1er janvier 2024, Alba-la-Romaine est catégorisée commune rurale à habitat dispersé, selon la nouvelle grille communale de densité à 7 niveaux définie par l'Insee en 2022.
Elle est située hors unité urbaine et hors attraction des villes,.

### Occupation des sols
L'occupation des sols de la commune, telle qu'elle ressort de la base de données européenne d’occupation biophysique des sols Corine Land Cover (CLC), est marquée par l'importance des forêts et milieux semi-naturels (55,7 % en 2018), en diminution par rapport à 1990 (59,9 %). La répartition détaillée en 2018 est la suivante : cultures permanentes (31,1 %), milieux à végétation arbustive et/ou herbacée (29,8 %), forêts (25,9 %), zones agricoles hétérogènes (11 %), zones urbanisées (1,4 %), prairies (0,9 %).
L'évolution de l’occupation des sols de la commune et de ses infrastructures peut être observée sur les différentes représentations cartographiques du territoire : la carte de Cassini (XVIIIe siècle), la carte d'état-major (1820-1866) et les cartes ou photos aériennes de l'IGN pour la période actuelle (1950 à aujourd'hui).

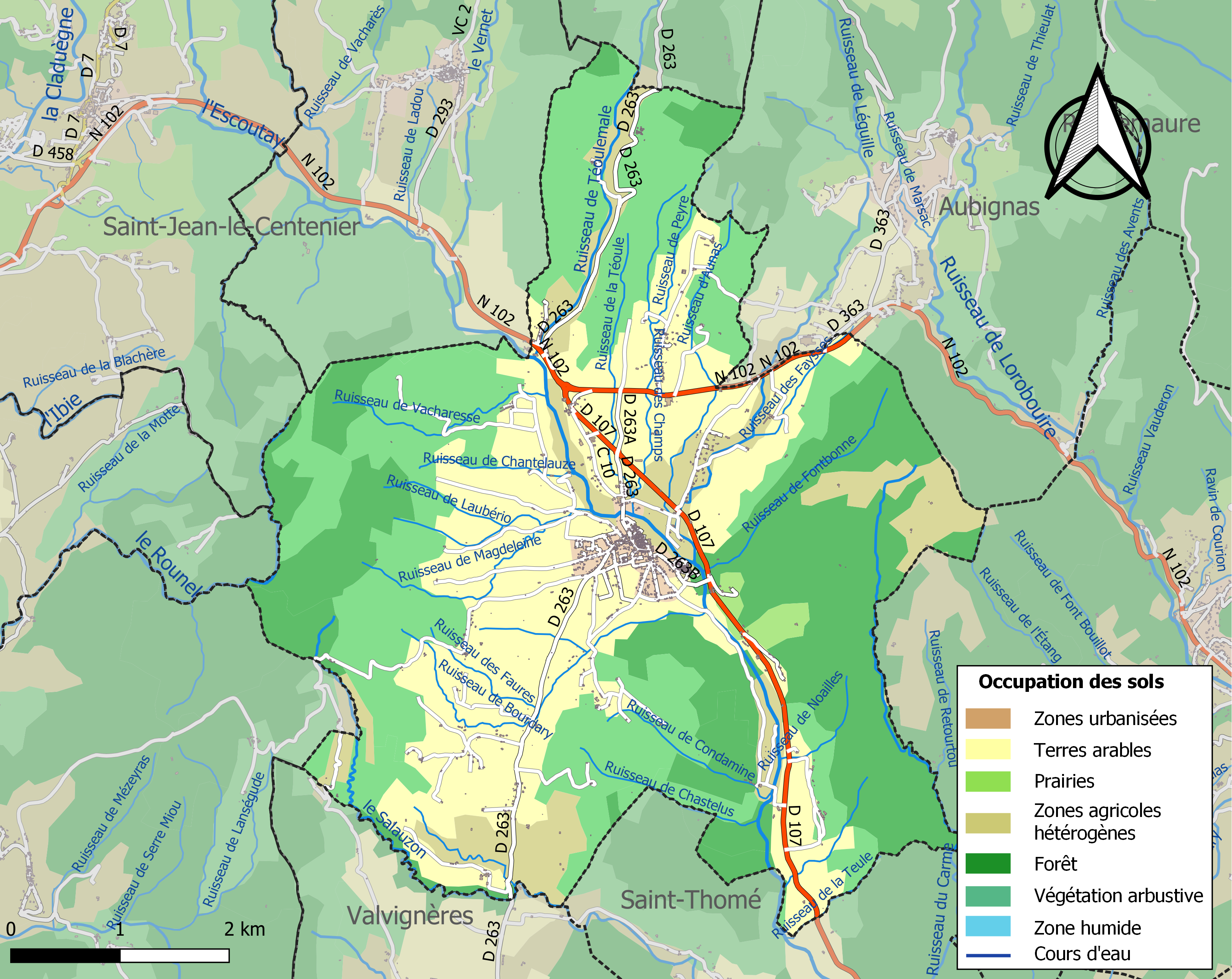
Carte des infrastructures et de l'occupation des sols de la commune en 2018 (CLC).

### Risques naturels

#### Risques sismiques
L'ensemble du territoire de la commune d'Alba-la-Romaine est situé en zone de sismicité no 3 (sur une échelle de 1 à 5), comme la plupart des communes situées dans la vallée du Rhône et la Basse Ardèche, mais non loin de la limite orientale de la zone no 2 qui correspond au plateau ardéchois.
| Type de zone | Niveau            | Définitions (bâtiment à risque normal) |
| ------------ | ----------------- | -------------------------------------- |
| Zone 3       | Sismicité modérée | accélération = 1,1 m/s2                |

## Toponymie

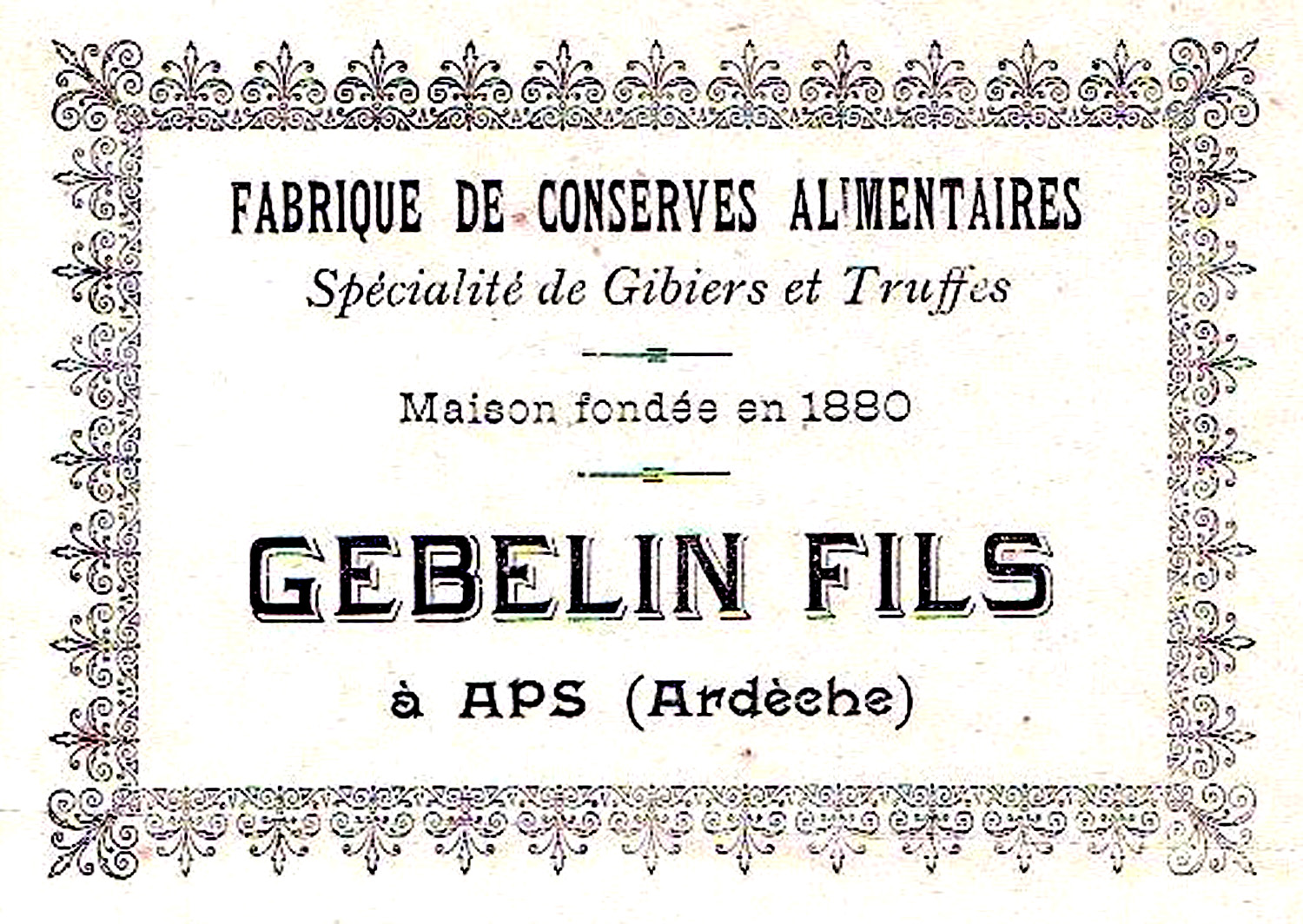
Carte d'un commerçant indiquant qu'il habite Aps.

### Historique des dénominations
À l'époque romaine, la ville, capitale des Helviens, se nomme Alba Helviorum ; le nom évolue en Alpibus (ablatif pluriel de Alps) en latin vulgaire pour devenir Aps au Moyen Âge (perte du l).
Le nom historique d'Alba lui est restitué en 1904. La dénomination actuelle d'Alba-la-Romaine a été officialisée par décret du 30 mai 1986 (publié au Journal officiel le 5 juin 1986) et a pris effet le 6 juin 1986.

### Étymologie
Alba est un nom d'origine préceltique apparenté à *Alp- et désignant une colline, place forte ou ville. Cette racine se retrouve dans différents noms de lieux ou de rivières comme : Albanie, Albi, Albion, L'Albenc, Alba> Aube, Aubenas... Ce nom désigne généralement un lieu placé soit sur une montagne, soit au pied des montagnes, ce qui pourrait être le cas pour « Alba des Helviens ». Mais la ville actuelle peut aussi avoir tiré son nom d'un oppidum voisin, probable sur le plateau de Chaulène.

## Histoire

### Antiquité
La cité d'Alba-la-Romaine fut fondée sous l'Empire romain comme le pont sur l'Escoutay qui date du IIIe siècle. Elle portait alors le nom de « Alba Helviorum ». 
Elle fut la capitale des Helviens, dont le territoire l'Helvie correspond au sud du département de l'Ardèche, et fut siège épiscopal dans le courant du IVe siècle. Le nom d'Alba n'a pourtant pas l'origine latine qu'on pourrait croire (alba signifiant « la blanche » en latin) ; son origine est plus ancienne,.
Contre le mur du cimetière juif dans le quartier Nord de Bonn (Allemagne) se trouve un relief de la pierre tombale du premier habitant de Bonn nommément connu, un légionnaire romain venu en 35 apr. J.-C. de Alba Helviorium (aujourd’hui Alba-la-Romaine). L’inscription tombale, traduite du latin, signifie : « Ici repose Publius Clodius, fils de Plubius, de la tribu Voltinia, né à Alba, soldat de la 1re légion, 48 ans, décédé après 25 ans de service. ».

### Moyen Âge
Le nom des évêques d'Alba nous est connu grâce à un document rédigé en 950 par l'évêque de Viviers Thomas II : la "Charta Vetus" : il s'agit de Januarius, Septimius, Maspicianus, Melanus et Auxonius. L'existence d'un évêque Avolus relève des traditions populaires (Yves Esquieu[réf. incomplète]). On attribua par erreur aux Vandales et à leur chef Chrocus la destruction d'Alba Helvorium au Ve siècle.
L'évêque Avolus est mis à mort, son successeur l'évêque Auxionus s'établit au bourg fortifié de Viviers qui donnera au diocèse son nom de Vivarais. Yves Esquieu donne une date de transfert autour de 475, ce transfert aurait donc été plutôt le fait de Promotus, un successeur de l'évêque Auxonius.
Du Moyen Âge jusqu'en 1904, elle porta le nom d'Aps (famille de propriétaires locaux).

### Période contemporaine
En 1829-1820, des instructions données par le préfet permirent de recenser les antiquités du territoire de la commune d'Aps.Cette mission fut confiée à Honoré Flaugergues. Albin Mazon et Jos Jullien attachèrent aussi leur nom aux fouilles de ces lieux.
La dénomination actuelle a été officialisée par décret du 30 mai 1986 (publié au Journal officiel le 5 juin 1986), et a pris effet le 6 juin 1986. La dénomination précédente était Alba.

### Héraldique
| Blason de Alba-la-Romaine | Blason  | - D'argent à la tour d'azur. - De gueules à la croix d'argent.      |
| Blason de Alba-la-Romaine | Détails | Deux écus accolés. Le statut officiel du blason reste à déterminer. |

## Politique et administration

### Tendances politiques et résultats

#### Récapitulatif de résultats électoraux récents
| Municipales 2014    |  | DVG  | 54,25  |           | DVG       | 45,74     | Pas de 3e | Pas de 3e | Pas de 3e | Pas de 4e | Pas de 4e | Pas de 4e | Pas de 2d tour | Pas de 2d tour | Pas de 2d tour | Pas de 2d tour | Pas de 2d tour | Pas de 2d tour | Pas de 2d tour | Pas de 2d tour | Pas de 2d tour |
| Européennes 2014    |  | FN   | 20,48  |           | VEC       | 19,10     |           | UMP       | 15,49     |           | UG        | 12,74     | Tour unique    | Tour unique    | Tour unique    | Tour unique    | Tour unique    | Tour unique    | Tour unique    | Tour unique    | Tour unique    |
| Régionales 2015     |  | UD   | 29,60  |           | UG        | 26,20     |           | FN        | 25,76     |           | VEG       | 6,99      |                | UG             | 39,48          |                | UD             | 36,85          |                | FN             | 23,67          |
| Présidentielle 2017 |  | LFI  | 27,91  |           | EM        | 22,86     |           | FN        | 16,81     |           | LR        | 16,37     |                | EM             | 68,75          |                | FN             | 31,25          | Pas de 3e      | Pas de 3e      | Pas de 3e      |
| Législatives 2017   |  | LREM | 26,63  |           | SOC       | 16,34     |           | LFI       | 15,69     |           | FN        | 10,29     |                | LREM           | 57,79          |                | LR             | 42,21          | Pas de 3e      | Pas de 3e      | Pas de 3e      |
| Européennes 2019    |  | RN   | 23,49  |           | LREM      | 19,01     |           | EELV      | 13,87     |           | UDI       | 10,35     | Tour unique    | Tour unique    | Tour unique    | Tour unique    | Tour unique    | Tour unique    | Tour unique    | Tour unique    | Tour unique    |
| Municipales 2020    |  | DVG  | 100,00 | Pas de 2e | Pas de 2e | Pas de 2e | Pas de 3e | Pas de 3e | Pas de 3e | Pas de 4e | Pas de 4e | Pas de 4e | Pas de 2d tour | Pas de 2d tour | Pas de 2d tour | Pas de 2d tour | Pas de 2d tour | Pas de 2d tour | Pas de 2d tour | Pas de 2d tour | Pas de 2d tour |
| Présidentielle 2022 |  | RN   | 25,18  |           | LREM      | 23,02     |           | LFI       | 21,75     |           | RES       | 7,21      |                | LREM           | 52,43          |                | RN             | 47,57          | Pas de 3e      | Pas de 3e      | Pas de 3e      |
| Législatives 2022   |  | DVG  | 46,97  |           | ENS       | 19,64     |           | RN        | 18,00     |           | DVD       | 5,24      |                | DVG            | 67,25          |                | RN             | 32,75          | Pas de 3e      | Pas de 3e      | Pas de 3e      |

### Liste des maires
| Période                                  | Période                   | Identité            | Étiquette          | Qualité                                         |
| ---------------------------------------- | ------------------------- | ------------------- | ------------------ | ----------------------------------------------- |
| Les données manquantes sont à compléter. |                           |                     |                    |                                                 |
| 1871                                     | 1874                      | Simon Rieu          |                    |                                                 |
| 1874                                     | 1875                      | Henri Pélegrin      |                    |                                                 |
| 1875                                     | mai 1876                  | Alphonse Rieu       |                    |                                                 |
| 1876                                     | mai 1888                  | Simon Rieu          |                    |                                                 |
| mai 1888                                 | 11 mai 1893 (décès)       | Camille Rieu        | Républicain        | Propriétaire                                    |
| mai 1893                                 | mai 1896                  | Ludovic Rieu        |                    | Propriétaire                                    |
| mai 1896                                 | mai 1900                  | Ferdinand Laulagnet |                    | Cultivateur                                     |
| mai 1900                                 | mai 1912                  | Jules Rieu          | Républicain        | Propriétaire Conseiller d'arrondissement        |
| mai 1912                                 | 1914                      | Émile Pélegrin      | Libéral            | Employé au chemin de fer à Viviers              |
| 1914                                     | décembre 1919             | Alphonse Vernet     | Libéral            |                                                 |
| décembre 1919                            | 3 mai 1928 (décès)        | Jules Rieu          | Radical-socialiste | Propriétaire Ancien conseiller d'arrondissement |
| mai 1928                                 | 1944                      | Franck Delarbre     | Radical-socialiste | Archéologue                                     |
| 1944                                     | mai 1945                  | Louis Chaussignand  | PCF                | Président du Comité de Libération               |
| mai 1945                                 | mars 1965                 | Camille Rieu        | MRP                | Agriculteur                                     |
| mars 1965                                | 2000 (démission)          | Rolland Berneau     | DVD                | Ingénieur Président du Sie-Fay                  |
| 2000                                     | 28 mars 2014              | Pierre Maurin       | DVG                | Retraité Basaltine                              |
| 28 mars 2014                             | 23 mai 2020               | André Volle         | UMP puis LR        | Retraité transport                              |
| 23 mai 2020                              | En cours (au 6 août 2020) | Pierre Laulagnet    | DVG                | Retraité                                        |

## Population et société

### Démographie
Les habitants sont appelés les Albains.

### Évolution démographique
L'évolution du nombre d'habitants est connue à travers les recensements de la population effectués dans la commune depuis 1793. Pour les communes de moins de 10 000 habitants, une enquête de recensement portant sur toute la population est réalisée tous les cinq ans, les populations de référence des années intermédiaires étant quant à elles estimées par interpolation ou extrapolation. Pour la commune, le premier recensement exhaustif entrant dans le cadre du nouveau dispositif a été réalisé en 2006.

En 2022, la commune comptait 1 538 habitants, en évolution de +7,7 % par rapport à 2016 (Ardèche : +2,48 %, France hors Mayotte : +2,11 %).
| 1793 | 1800 | 1806 | 1821  | 1831  | 1836  | 1841  | 1846  | 1851  |
| ---- | ---- | ---- | ----- | ----- | ----- | ----- | ----- | ----- |
| 826  | 833  | 905  | 1 017 | 1 152 | 1 613 | 1 438 | 1 563 | 1 578 |

| 1856  | 1861  | 1866  | 1872  | 1876  | 1881  | 1886  | 1891  | 1896  |
| ----- | ----- | ----- | ----- | ----- | ----- | ----- | ----- | ----- |
| 1 538 | 1 607 | 1 592 | 1 578 | 1 620 | 1 491 | 1 510 | 1 509 | 1 404 |

| 1901  | 1906  | 1911  | 1921 | 1926 | 1931  | 1936 | 1946 | 1954 |
| ----- | ----- | ----- | ---- | ---- | ----- | ---- | ---- | ---- |
| 1 264 | 1 218 | 1 157 | 910  | 943  | 1 003 | 948  | 787  | 732  |

| 1962 | 1968 | 1975 | 1982 | 1990 | 1999  | 2006  | 2011  | 2016  |
| ---- | ---- | ---- | ---- | ---- | ----- | ----- | ----- | ----- |
| 786  | 871  | 865  | 824  | 990  | 1 135 | 1 338 | 1 399 | 1 428 |

| 2021  | 2022  | - | - | - | - | - | - | - |
| ----- | ----- | - | - | - | - | - | - | - |
| 1 513 | 1 538 | - | - | - | - | - | - | - |

### Pyramide des âges
En 2021, le taux de personnes d'un âge inférieur à 30 ans s'élève à 28,5 %, soit en dessous de la moyenne départementale (29,7 %). De même, le taux de personnes d'âge supérieur à 60 ans est de 30,8 % la même année, alors qu'il est de 32,8 % au niveau départemental.
En 2021, la commune comptait 738 hommes pour 775 femmes, soit un taux de 51,22 % de femmes, égal au taux départemental.
Les pyramides des âges de la commune et du département s'établissent comme suit :
| Hommes | Classe d’âge | Femmes |
| ------ | ------------ | ------ |
| 1,2    | 90 ou +      | 2,1    |
| 8,3    | 75-89 ans    | 8,7    |
| 22,4   | 60-74 ans    | 18,9   |
| 22,8   | 45-59 ans    | 23,5   |
| 17,1   | 30-44 ans    | 18,0   |
| 12,0   | 15-29 ans    | 11,0   |
| 16,3   | 0-14 ans     | 17,7   |

| Hommes | Classe d’âge | Femmes |
| ------ | ------------ | ------ |
| 1      | 90 ou +      | 2,5    |
| 9      | 75-89 ans    | 11,4   |
| 20,8   | 60-74 ans    | 21,1   |
| 21,2   | 45-59 ans    | 20,3   |
| 16,9   | 30-44 ans    | 16,5   |
| 14,2   | 15-29 ans    | 12,6   |
| 17     | 0-14 ans     | 15,6   |

### Festivités et évènements

#### Festivals
- Depuis 2009, le Festival d’Alba, un festival des arts du cirque, se tient chaque été en juillet sur près d'une semaine. Il est organisé par le Pôle national cirque « La Cascade ». En 2024 il attire près de 30 000 spectateurs[38],[10].

#### Tournages
- En 1979, la commune est le lieu du tournage de la série TV Kick, Raoul, la Moto, les Jeunes et les Autres.

#### Concerts
- En décembre 1993, Max Cottet et le musicien Philippe Euvrard fondent l'association Cavajazz à Alba la Romaine. Le Cavajazz Club est créé dans trois caves voûtées et restaurées du hameau médiéval de la Roche. Il accueille pendant près de 15 ans des rencontres musicales autour du jazz et d’autres courants musicaux. En 2007, l’association est transférée à Viviers. En 2009, avec les associations La Presqu’île d' Annonay et L'Art Scène de Payzac, elle obtient le label réseau Scène de Musiques Actuelles (SMAC)[9].
- Le 5 octobre 2019, la DrômArdTek Family s'y produit lors de son premier événement appelé « PâtéBassParty ».

#### Faits divers
- Vendredi 28 novembre 2008 : un car de la SNCF se renverse faisant un mort et cinq blessés dont un grièvement.

### Enseignement
La commune est rattachée à l'académie de Grenoble.

### Médias

#### Internet
En 2014, la commune d'Alba-la-Romaine a été récompensée par le label « Ville Internet @ ».

#### Presse écrite
La commune est située dans la zone de distribution de deux organes de la presse écrite :
- L'Hebdo de l'Ardèche, journal hebdomadaire français basé à Valence et couvrant l'actualité de tout le département de l'Ardèche ;
- Le Dauphiné libéré, journal quotidien de la presse écrite française régionale distribué dans la plupart des départements de l'ancienne région Rhône-Alpes, notamment l'Ardèche. La commune est située dans la zone d'édition de Privas.

## Économie
Production agricole : vin.
« À Alba Helvienne de la province de Narbonnaise, a été inventée une vigne perdant sa fleur en un jour et pour cela très robuste. On l'appelle Carbunica et maintenant toute la province la plante ».
Ainsi s'exprimait Pline l'Ancien en 65 de notre ère, à propos vraisemblablement de raisins de table, mais ce texte atteste la présence de la vigne en Helvie à cette époque.
Le terroir — Le vignoble est cultivé sur le versant sud du Coiron, les coteaux du mont Juliau et les rives de l'Escoutay. Sur le territoire de la Cave coopérative d'Alba, un travail de cartographie a permis d'identifier différents terroirs dont « la gravette », éboulis de pierres calcaires et du basalte, terres noires d'origine volcanique. D'un climat méditerranéen, le vignoble bénéficie d'un fort ensoleillement garanti par la fraîcheur du mistral.
La vigne - Les blancs sont composés de chardonnay, viognier, sauvignon, grenache. Les rouges de pinot, syrah, grenache noir, merlot, cabernet sauvignon. La récolte de ces différents cépages s'échelonne sur 4 à 5 semaines, de la fin août à début octobre. Les vignerons sont engagés dans une démarche de production raisonnée, respectueuse de l'environnement.
Les mercredis de juillet août à 16 h 30 une visite guidée « sous les vignes une ville antique » allie viticulture moderne et antique sous la direction de Sébastien JAILLET (responsable caveau) et les guides mandatés par le Conseil général à qui appartient le site.

## Culture locale et patrimoine

### Lieux et monuments
- Église Saint-André d'Alba-la-Romaine.
- Église Saint-Laurent d'Alba-la-Romaine.
- Église Saint-Martin d'Alba-la-Romaine.
- Chapelle Saint-André d'Alba-la-Romaine.
- Chapelle Saint-Martin de la Roche.

Le village a fait partie de l'association « Les Plus Beaux Villages de France », mais n'est plus labellisé à ce jour.
- le site archéologique d'Alba-la-Romaine :

L'antique cité, capitale du peuple des Helviens s'étendait sur 30 hectares. Elle comprend un centre monumental, parure monumentale obligatoire de toute capitale gallo-romaine dans le système administratif et politique de l'Empire romain. Ce centre monumental est composé d'un forum, encore enfoui sous les vignes, d'une basilique, de deux temples, d'une curie, un petit sénat local, et de deux bâtiments énigmatiques de par leur architecture qui ne laisse aucun indice tangible quant à leur fonction. Une hypothèse existe néanmoins : il pourrait s'agit de bâtiments dédiés aux corporations, que l'on sait riches et puissantes à Alba. Un marché couvert (macellum) termine la parure de ce centre monumental.
Un peu plus loin dans les vignes, le sanctuaire de Bagnols abrite trois temples : un fanum, temple gallo-romain, un temple sur podium et le temple dédié au culte de l'empereur romain. Une magnifique statue d'un empereur non identifié y a été retrouvée. Il s'agit d'un buste sculpté dans du marbre blanc du Pentélique, pesant près de 600 kilos et laissant augurer une statue massive de 2,50 mètres de haut. La tête manque mais pouvait être à l'effigie d'un des grands empereurs, Hadrien ou Trajan. Sur l'épaule gauche, un manteau frangé marque la dignité militaire du personnage. Jambes fléchies, cet empereur déifié est donc représenté dans un corps nu, symbole de la perfection physique et de la force du héros ; il devait probablement tenir un glaive à la main et poser le bras levé.
Enfin, le théâtre. Il s'agit du bâtiment public le mieux conservé sur le site. Lieu de divertissement et de sociabilité par excellence, il a permis également la cohésion de la cité dans le cadre de l'empire. Les gradins (la cavea) permettaient un tri social de la population qui venait dans son intégralité assister aux spectacles présentés. Le mur de scène, autrefois magnifique, surplombe une scène aujourd'hui disparue et qui a la particularité d'avoir été construite sur un ruisseau canalisé, le ruisseau du Massacre. Derrière le mur de scène, se devine une cour rectangulaire, qui donnait lieu à des cérémonies religieuses.
- le château d'Alba-la-Romaine (XIIe – XVIe siècle) avait une fonction militaire, résidentielle de prestige. Il est inscrit à l'inventaire des Monuments historiques[41] et est ouvert au public (expositions, animations).
- Le pont romain sur l'Escoutay.

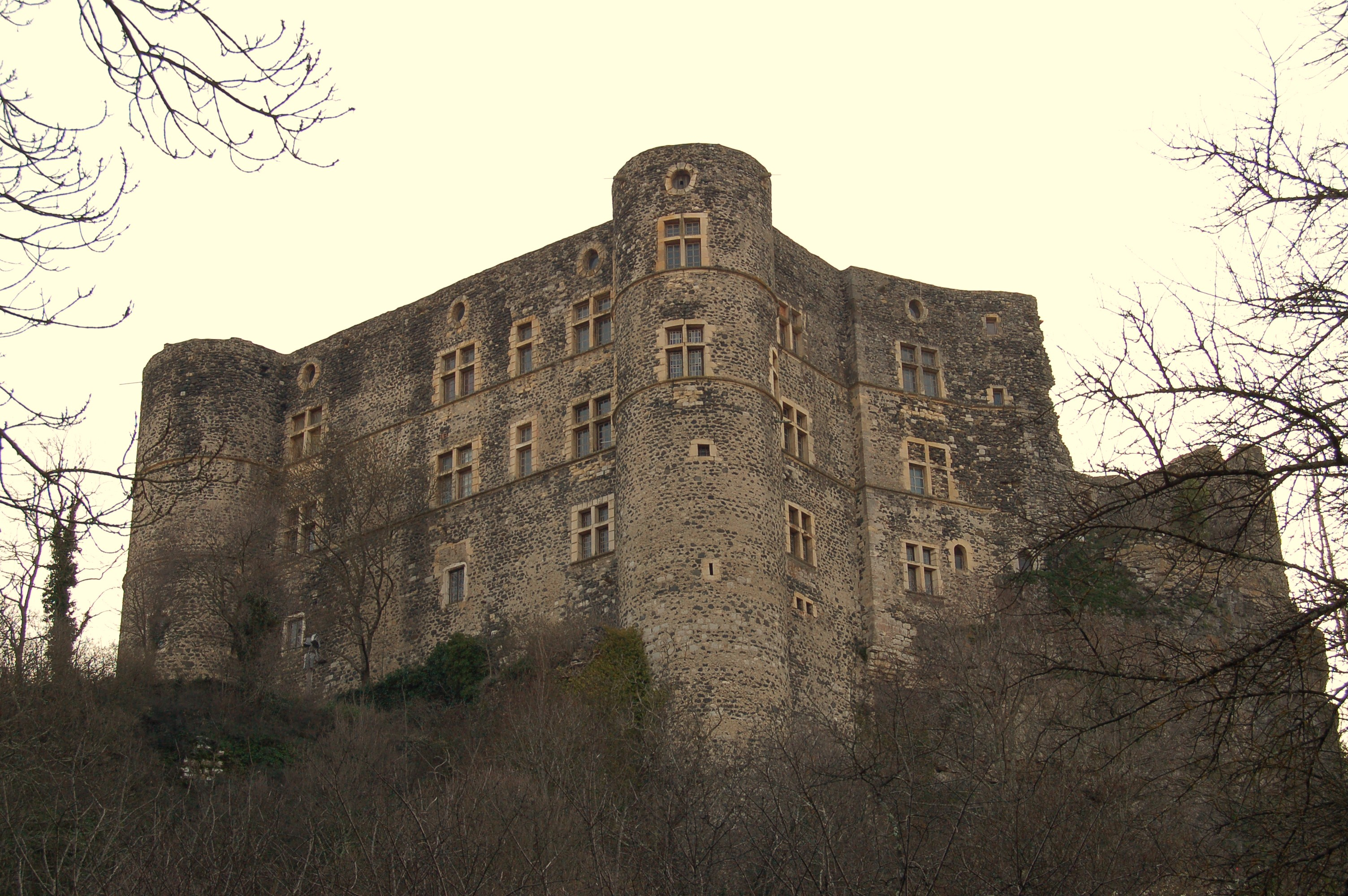
Le château vu depuis la rivière.
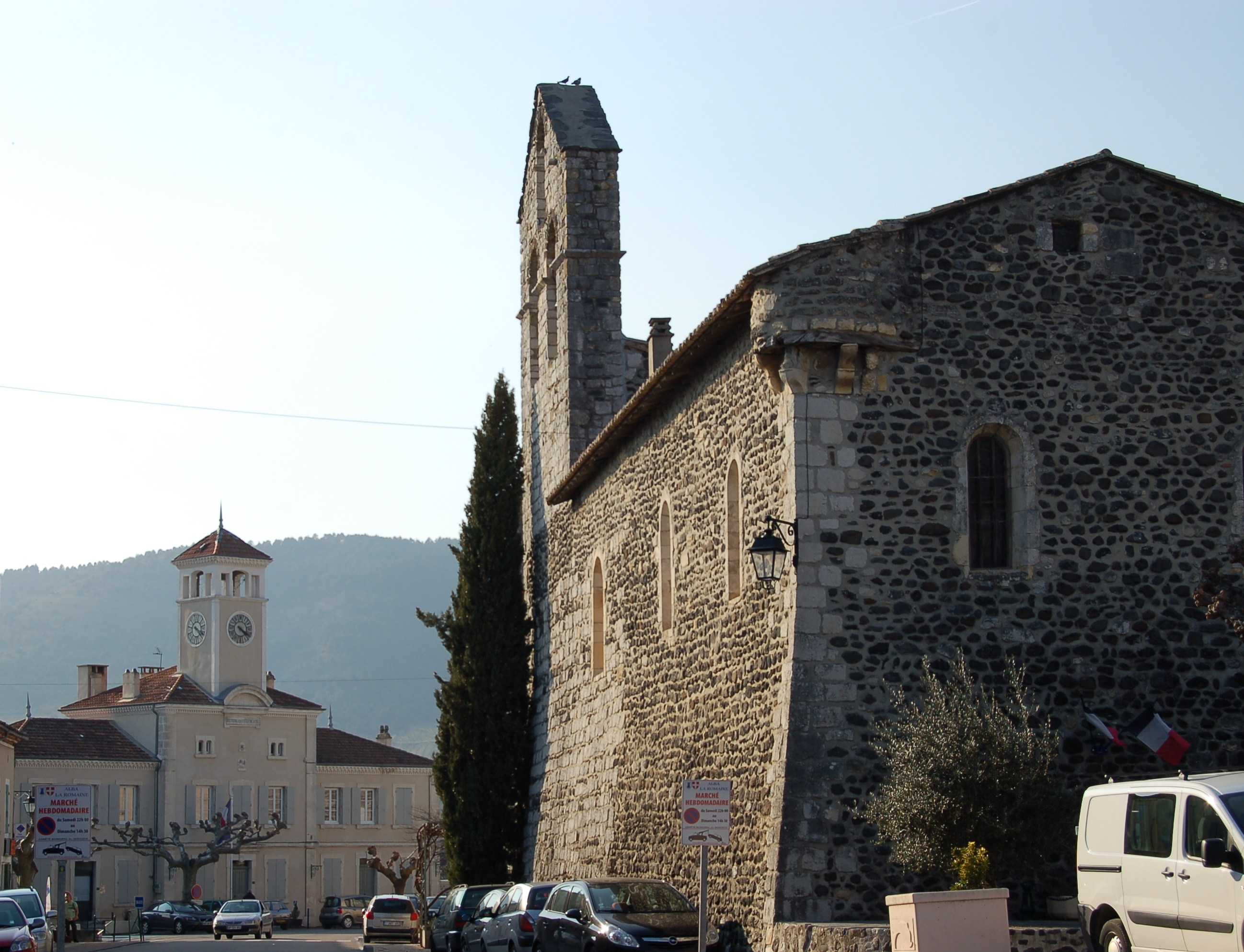
L'église Saint-André et la mairie au fond.
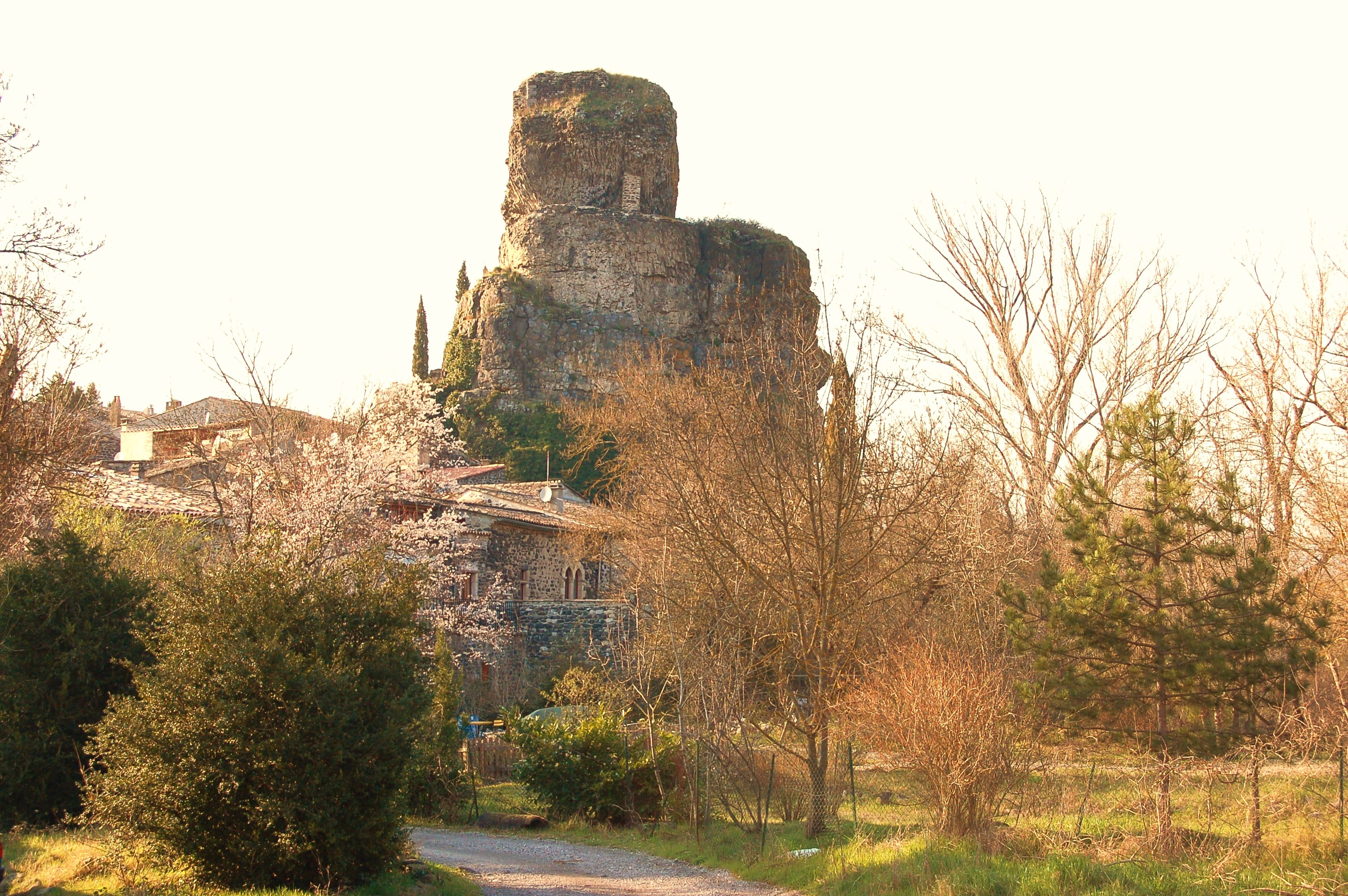
La roche d'origine volcanique.

### Personnalités liées à la commune
Le 15 septembre 1948, le peintre André Lhote avait publié dans le journal Combat un article qui décrit « les rues caillouteuses d'Alba, ses murs en damiers irréguliers, où alternent au petit bonheur les pierres noires et blanches, ce qui donne cette matière admirable, un peu austère, que l'on retrouve tout au long des routes ardéchoises. Les maisons abandonnées y ont encore leur toit, ce qui est miraculeux (…). Voici donc un village qui souhaite impatiemment sa résurrection. Quel est l'artiste, l'intellectuel possédant quelque fond de tiroir, une ou deux dizaines de billets excédentaires qui reculera devant l'œuvre à accomplir : sauver une belle maison ancienne, miraculeusement rescapée de la guerre et du mépris universel, s'assurer de surcroît de nobles vacances en une contrée où fourmillent les plus capricieuses combinaisons d'éléments naturels ? ».
À partir de 1949, de nombreux artistes français ou étrangers et personnalités s'installent et reconstruisent des maisons d'Alba-la-Romaine, notamment Jean Bertholle, Jean Le Moal, Jeanne Besnard-Fortin, Étienne Hajdu, Eudaldo, Stanley Hayter, Helen Philipps, Honorio García Condoy, Laszlo Szabo, Alejandro Obregón, Ginés Parra, José Palmeiro, Theodore Appleby, Hope Manchester, Roger Weiss, Pat Sanderson White, Roland de Laforcade, Thomas Nix, Kees Van Willigen, Berndt Helleberg, Elisabeth Guggenheim, Alice Braun, François Vercken.

## Pour approfondir